# Friedrich Konrad Griepenkerl
Friedrich Konrad Griepenkerl, född 10 december 1782 i Peine, död 6 april 1849 i Braunschweig, var en tysk pedagog. Han var far till Wolfgang Robert och Otto Griepenkerl. 
Griepenkerl, som var professor i Braunschweig, var bekant som herbartsk filosof. Han var även dirigent och musikhistoriker. Bland hans verk märks Lehrbuch der Ästhetik (2 band, 1826), Lehrbuch der Logik (1828, ny upplaga 1831), Briefe an einen jüngeren gelehrten Freund über Philosophie und besonders über Herbarts Lehren (1832) och en kritisk utgåva av Johann Sebastian Bach's Compositionen für die Orgel (10 band 1837 ff., tillsammans med Ferdinand Roitzsch).